# Цебер (Свентокшиське воєводство)
Цебер (пол. Ceber) — село в Польщі, у гміні Боґорія Сташовського повіту Свентокшиського воєводства.
Населення — 178 осіб (2011).
У 1975-1998 роках село належало до Тарнобжезького воєводства.

## Демографія
Демографічна структура на день 31 березня 2011 року:
|          | Загалом | Допрацездатний вік | Працездатний вік | Постпрацездатний вік |
| -------- | ------- | ------------------ | ---------------- | -------------------- |
| Чоловіки | 96      | 22                 | 59               | 15                   |
| Жінки    | 82      | 15                 | 42               | 25                   |
| Разом    | 178     | 37                 | 101              | 40                   |